# Дорнстег
Дорнстег (нід. Doornsteeg) — селище в нідерландській провінції Гелдерланд. Входить до муніципалітету Нейкерк. Перша згадка про населений пункт датується 1556 роком. Його назва буквально перекладається як «терниста доріжка».
Наразі у селищі нараховується близько 25 будинків. З 2016 року поблизу селища на площі близько 60 гектарів розпочалося будівництво житлового комплексу із 1200 будинків.